# Chà là biển
Chà là biển (danh pháp khoa học: Phoenix paludosa) là loài thực vật có hoa thuộc họ Arecaceae. Loài này được Roxb. mô tả khoa học đầu tiên năm 1832.